# Pleuroptya plagiatalis
Pleuroptya plagiatalis là một loài bướm đêm trong họ Crambidae.